# 左伴繁雄
左伴 繁雄（ひだりとも しげお、1955年10月26日 - ）は日本の経営者。これまで複数のサッカークラブの経営を手がけたことで知られる。

## 略歴
東京都出身。神奈川県立希望ケ丘高等学校を経て、慶應義塾大学法学部政治学科を卒業後、日産自動車に入社。日産では英国日産自動車製造の設立に携わるなど、主に生産畑を歩んだ。宇都宮徹壱の取材に依れば、この時点でサッカーのことはほとんど知らなかったという。
2001年、45歳にして横浜F・マリノスの運営会社で日産が出資する横浜マリノスの社長に就任。同年降格の危機に瀕したクラブの建て直しに尽力すると、2003年には元日本代表監督の岡田武史を招聘してリーグ連覇を達成させた。
2007年、横浜FMの社長を退いて日産の孫会社に当たる日産プリンス神奈川販売の執行役員を務めたが、2008年秋に湘南ベルマーレからのオファーを受け、日産を去り湘南の常務取締役に就任。このときの心境について、雑誌へのインタビューにて「マリノス時代、日産からお金を出してもらってクラブ運営することに、経営者として後ろめたさを感じていた。ベルマーレは、自分たちの足で立って、歩いてきたクラブだけに（彼らを）直視できなかった」と語っている。湘南では「マリノス時代に果たせなかった夢」と語る「自立したクラブづくり」に奔走。2012年には専務取締役となり、J1昇格を2度果たすなどクラブの土台作りに尽力した。
2015年1月をもって湘南を退職。クラブ経営のコンサルタントを始めるつもりでいたが、すぐに清水からのオファーがあり熟考。サンダーランドAFCの本拠地で英国日産のあったサンダーランドの光景を思い出し、サッカーどころの清水であれば「地域と共生しながら発展するビジネスモデル」が実現できる可能性を感じてオファーを受諾、清水の社長に就任した。清水では初年度にクラブ初のJ2降格を喫するも、翌シーズンにはクラブや静岡に全く縁のなかった小林伸二を招聘し（「昇格請負人」としての手腕ではなく、2005年のJ1でセレッソ大阪を優勝まであと一歩のところに導いた実績を評価してだという）、1年でのJ1復帰を支えた。
2019年12月27日、2020年1月上旬開催予定の臨時株主総会と取締役会をもって、清水の代表取締役社長を退任することを発表した。2020年1月末をもってエスパルスを離れた。同年3月からはジャパン・バスケットボールリーグ（B3リーグ）所属のバスケットボールクラブ・ベルテックス静岡にて「エグゼグティブスーパーバイザー」の肩書でクラブの営業活動を行っていたが、2021年2月16日、同月末日をもって退任し、同年3月1日付でJ3リーグ・カターレ富山の顧問に就任、同年4月に開催される定時株主総会および取締会を経て、山田彰弘代表取締役社長の後任に就任することが発表された。

## 経歴
- 1979年 - 2008年 日産自動車
  - 1986年 - 1989年 英国日産自動車製造 (出向、1984年2月より同社設立準備室)
  - 2001年 - 2007年 横浜F・マリノス代表取締役社長（出向）
  - 2007年 - 2008年 日産プリンス神奈川販売 執行役員
- 2008年 - 2015年 湘南ベルマーレ
  - 2008年 - 2012年 常務取締役
  - 2012年 - 2015年 専務取締役
- 2015年 - 2020年1月 清水エスパルス 代表取締役社長
- 2020年3月 - 2021年2月 （株）VELTEXスポーツエンタープライズ（ベルテックス静岡）エグゼグティブスーパーバイザー
- 2021年3月 - カターレ富山 顧問
  - 2021年4月 - 代表取締役社長